# Уиљаку Шимлеулуј (Салаж)
Уиљаку Шимлеулуј (рум. Uileacu Șimleului) насеље је у Румунији у округу Салаж у општини Маериште. Oпштина се налази на надморској висини од 193 m.

## Становништво
Према подацима из 2002. године у насељу је живело 488 становника.

### Попис2002.
| Расподела становништва по националности 2002.‍ | Расподела становништва по националности 2002.‍ | Расподела становништва по националности 2002.‍ | Расподела становништва по националности 2002.‍ | Расподела становништва по националности 2002.‍ |
| --------------------------------------------- | --------------------------------------------- | --------------------------------------------- | --------------------------------------------- | --------------------------------------------- |
|                                               |                                               |                                               |                                               |                                               |
| Румуни                                        | Румуни                                        |                                               | 110                                           | 22,5%                                         |
| Мађари                                        | Мађари                                        |                                               | 378                                           | 77,5%                                         |